# Marian Pastuszko
Marian Pastuszko (ur. 1 sierpnia 1928 w Janaszowie, zm. 3 sierpnia 2009) – polski duchowny katolicki, kanonista, profesor nauk prawnych, profesor zwyczajny Akademii Teologii Katolickiej w Warszawie.

## Życiorys
Syn Stanisława i Leony z domu Jończyk. 12 września 1949 rozpoczął studia w Wyższym Seminarium Duchownym w Kielcach, które ukończył w 1955. 8 maja 1955 uzyskał święcenia kapłańskie z rąk biskupa Franciszka Sonika. W 1955 rozpoczął też studia na Wydziale Prawa Kanonicznego Katolickiego Uniwersytetu Lubelskiego, które ukończył uzyskaniem tytułu magistra licencjata na podstawie napisanej pod kierunkiem Józefa Rybczyka pracy pt. Msza święta za parafian. W 1958 wyjechał na studia na Wydziale Prawa Kanonicznego Papieskiego Uniwersytetu Gregoriańskiego w Rzymie. Tam uzyskał stopień doktora na podstawie dysertacji De apostasia a statu clericali (Roma 1960). W 1968 został adiunktem na Wydziale Prawa Kanonicznego Akademii Teologii Katolickiej w Warszawie. Tam też w 1974 na podstawie dorobku naukowego oraz rozprawy pt. Całkowita symulacja małżeństwa uzyskał stopień doktora habilitowanego. W 1975 został mianowany docentem, a w 1986 Rada Państwa nadała mu tytuł naukowy profesora nadzwyczajnego nauk prawnych i został profesorem Akademii Teologii Katolickiej w Warszawie. W 1996 objął stanowisko kierownika Katedry Prawa Sakramentów ATK. W 1998 został profesorem zwyczajnym ATK (przemianowanej później na Uniwersytet Kardynała Stefana Wyszyńskiego). Pracę w UKSW zakończył w 2008.
W 1992 objął po ks. prof. Edwardzie Sztafrowskim stanowisko wykładowcy prawa kanonicznego w Wyższym Seminarium Duchownym w Kielcach, które zajmował do 2005.
Pod jego kierunkiem stopień naukowy otrzymał m.in. Zbigniew Janczewski.
Zmarł 3 sierpnia 2009. 9 sierpnia 2009 został pochowany na cmentarzu w Tumlinie.

## Wybrane publikacje
- De apostasia a statu clericali, Roma 1960
- Całkowita symulacja małżeństwa, Warszawa 1982
- Prawo o sakramentach świętych, t. I: Normy wstępne i sakrament chrztu, Warszawa 1983
- Najświętsza Eucharystia według Kodeksu Prawa Kanonicznego Jana Pawła II (kan. 987-958), Kielce 1997
- Sakrament pokuty i pojednania, Kielce 1999
- Odpusty (kanony 992-997), Kielce 2001
- Bierzmowanie (kanony 879-896), Kielce 2005
- Sakrament święceń (kanony 1008-1054), Kielce 2008[1]